# Wilhelm Ramming von Riedkirchen
Wilhelm Ramming von Riedkirchen (Nemoschitz, 30 luglio 1815 – Karlsbad, 1º luglio 1876) è stato un militare austriaco.

## Biografia

### I primi anni
Wilhelm von Ramming nacque il 30 luglio 1815 a Nemoschitz (odierna Nemošice), in Boemia, figlio di Wilhelm von Ramming, che era stato elevato a nobiltà nel 1822 e che già era stato Colonnello Luogotenente nell'esercito austriaco. Wilhelm entrò quindi nell'accademia militare di Wiener Neustadt il 27 ottobre 1827 e venne congedato nel 1834 col grado di Luogotenente Inferiore ed assegnato al 7º reggimento di corazzioeri del Conte Heinrich von Hardegg nel quale prestò servizio per i successivi cinque anni.

### Le azioni nel Veneto nel 1848
Promosso Luogotenente Superiore nel quartier generale il 1º dicembre 1839, venne promosso colonnello il 20 giugno 1845 e prestò servizio nello staff del Feldmaresciallo Luogotenente Welden durante le campagne del 1848 come riserva di corpo d'armata nell'Italia del Nord, seguendo le azioni di Palmanova e le battaglie contro gli insorgenti veneziani sulle montagne di Pieve di Cadore. Per il valore dimostrato a Monte Mauria e nella terza occupazione di Piave di Cadore il 5 giugno 1848 venne insignito della Croce di Cavaliere di III Classe dell'Ordine della Corona Ferrea. Egli seguì nuovamente altre azioni nella presa di Treviso il 14 giugno dello stesso anno ed il bombardamento di Ferrara il 14 luglio, oltre alla battaglia di Bologna del 7 agosto. Per il valore dimostrato a Treviso, venne decorato della Croce al Merito Militare.
Promosso Maggiore il 21 febbraio 1849, rimase come corpo di riserva alle dipendenze del Feldmaresciallo Luogotenente Haynau e prese parte all'assalto di Brescia ed all'assedio di Malghera. Su raccomandazione del suo comandante, positivamente impressionato dalle sue azioni, prestò servizio in Ungheria dal maggio all'ottobre del 1849, venendo inoltre promosso Luogotenente Colonnello il 4 giugno e prendendo parte alle operazioni a Szered, Raab, Komorn, Szegedin, Szöreg e Temesvár. Per Temesvár egli ricevette la croce di Cavaliere dell'Ordine Imperiale di Leopoldo e venne promosso al grado di Colonnello il 10 ottobre 1849 oltre a venire onorato della croce di Cavaliere dell'Ordine di Maria Teresa il 26 marzo 1850.
Con la conclusione dei combattimenti in Ungheria egli rimase a capo dello staff della terza armata, si dedicò a Vienna all'attività di storico militare ed il 23 novembre 1850 diede alle stampe una cronistoria della campagna combattuta su terreno ungherese dal titolo "Der Feldzug in Ungarn und Siebenbürgen im Sommer des Jahres 1849". Elevato al titolo nobiliare di Barone il 4 giugno 1851, venne unito allo staff del Feldzeugmeister Jellachich sin quando non venne promosso al grado di Maggiore Generale il 17 maggio 1854 ed assegnato al comando di una brigata del 2º corpo d'armata il 6 novembre 1855.

### La seconda guerra d'indipendenza in Italia
Durante la guerra contro il Piemonte e la Francia, nell'estate del 1859, comandò una brigata nella battaglia di Magenta del 4 giugno 1859 sotto il comando della divisione del Feldmaresciallo Adolf Schönberger, nel 3º corpo d'armate del Feldmaresciallo Luogotenente Edmund zu Schwarzenberg. Dall'8 giugno al 31 agosto divenne capo dello staff delle armate in Italia e seguì le azioni della battaglia di Solferino e San Martino del 24 giugno. Per la sua straordinaria condotta a Magenta venne onorato della croce di Cavaliere di II Classe dell'Ordine della Corona Ferrea e con decreto imperiale del 27 giugno 1859 venne promosso Feldmaresciallo-Luogotenente. Venne nominato "ad honorem" Colonnello del 72à reggimento di fanteria il 17 gennaio 1869 ed il 3 febbraio venne assegnato allo staff del Feldzeugmeister Ludwig von Benedek sin quando non venne nominato Ministro della Guerra dell'Impero Austriaco l'11 novembre di quello stesso anno.

### Gli ultimi anni
Ritiratosi dal servizio il 1º gennaio 1862, gli venne chiesto di tornare in servizio ed accettò il 25 novembre 1864 ottenendo il comando del 6º corpo d'armata, venendo nominato anche Consigliere Privato dell'Imperatore il 19 aprile 1865.
Durante la sfortunata campagna del 1866 in Boemia egli guidò il 6º corpo d'armata come parte dell'armata del Nord guidata da Benedek e dovette affrontare la sconfitta da parte delle truppe prussianre il 27 giugno 1866 a Vysokov, la quale fu solo l'inizio di un periodo di lento ma inesorabile declino. Alla cessazione delle ostilità nella guerra austro-prussiana, Ramming venne nominato Comandante Generale di Boemia il 3 settembre 1866. Decorato della Gran Croce dell'Ordine di Alberto di Sassonia con spade il 20 novembre 1866, venne promosso al rango di Feldzeugmeister il 22 aprile del 1868. Venne quindi trasferito nuovamente come Comandante Generale a Brünn il 3 gennaio 1869.
Il 28 gennaio 1874 ricevette la croce di Cavaliere di I Classe dell'Ordine della Corona Ferrea, venendo elevato al rango di senatore del senato imperiale di Vienna. Wilhelm Ramming von Riedkirchen morì il 1º luglio 1876 a Karlsbad.
Nella sua vita, oltre alle decorazioni già citate, ricevette anche la Croce di Cavaliere dell'Ordine pontificio di San Silvestro (24 agosto 1843), la croce di Cavaliere di III Classe dell'Ordine prussiano dell'Aquila Rossa (6 novembre 1850), la Croce di Cavaliere dell'Ordine svedese della Spada (13 gennaio 1851) e la croce di Cavaliere di II Classe dell'Ordine dell'Aquila Rossa (30 maggio 1853).